# Mircea Tiberian
Mircea Tiberian (Cluj-Napoca, 4 maggio 1955) è un musicista, compositore e insegnante rumeno di jazz.

## Biografia
Mircea Tiberian (nato il 4 maggio 1955 a Cluj, Romania) è un musicista jazz, compositore e professore di musica presso l'Università Nazionale di Musica di Bucarest. Coordina il Dipartimento Jazz, da lui fondato nel 1991.

## Carriera musicale
Tiberian ha trascorso la sua infanzia e adolescenza a Sibiu, in Transilvania, dove ha debuttato al Festival Internazionale del Jazz nel 1974. Ha conseguito un dottorato in musica. Attualmente vive a Bucarest. Si è esibito in tutto il mondo con musicisti come Larry Coryell, Tomasz Stanko, Herb Robertson, John Betsch, Ed Shuller, Nicholas Simion, Adam Pierończyk, Maurice de Martin, Theo Jörgensmann e i rumeni Johnny Raducanu, Aura Urziceanu, Anca Parghel e Dan Mandrila.

## Premi
- Premio dell'Unione dei Compositori (1990, 1996, 2000, 2003)
- Premio Musicista Rumeno dell'Anno (2003, 2007, 2008)
- La Borsa di Studio Enescu-Brancusi concessa dall'Istituto Culturale Rumeno

## Pubblicazioni
- Tehnica Improvizatiei in Muzica de Jazz (Un corso di tecniche di improvvisazione), Editura UNMB, Bucarest, 2005
- Note sulla musica e note musicali (libro e CD), Editura Muzeului National al Literaturii Romane, Bucarest, 2005
- Cartea de muzica (Antologia di studi musicologici), Editura Tracus Arte, Bucarest, 2008

## Progetti interculturali
Liniada (2000), Agnus Dei (2001), Les annes folles de Bucarest (2004), Jazz and Cinema (2005 – presente), Dark (2006), Eurotique (2006), Jazzy Tarot - musical (2007–2008) – Teatro Metropoli Bucarest - Mircea Tiberian "50 de ani pe scenele de jazz" (2024)

## Discografia
- Magic Bird (Electrecord, 1990)
- Storia infinita (etichetta blu, 1992)
- Lavoro sotterraneo (Prima Records, 1994)
- Solo in paradiso (Intercont, 1998)
- Hotel dei tre inizi (Intercont, 1999)
- Interzona (Edizione Casa Radio, 2000)
- L'Interzone suona con Adam Pieronczyk (Not Two, 2001)
- Attraversando Atlas 45 (Non due, 2002)
- Undici (Jazz e altro, 2002)
- Ritorno al mio angelo (Editura Muzicala, 2002)
- Viata Lumii (Jazz e altro, 2003)
- Lumini (La Strada, 2003)
- Palindromo (Jazz e altro, 2004)
- Splendente dell'Abisso (Jazz e altro, 2004)
- Note di musica e Note musicali – doppio CD antologico (Editura Muzeului National al Literaturii Romane, 2005)
- Scuro (Editura Muzeului National al Literaturii Romane, 2006)
- Novembre (Openart Records, 2008)
- Maria Răducanu / Mircea Tiberian Corindeni, 2014
- Tiberian* / Dahlgren* / de Martin* – Raphael, 2016[5]
- Back to my Angel, 2019
- Micea Tiberian, Maurice de Martin: Dance Around the Dragon Tree, 2020[6]